# Kevin Aguelino Fernández
Kevin Aguelino Fernández Capuma (Oruro, 20 de junio de 1997) es un futbolista boliviano. Juega como centrocampista en Ingenieros de la Asociación de Fútbol Oruro.

## Trayectoria
Hizo su debut como profesional en 2015 en un encuentro entre San José y Universitario de Pando. En 2014 estuvo inclusive entrenando en las divisiones inferiores de Banfield, gracias las recomendación del ex técnico argentino Miguel Ángel Zahzú. El 2018 se proclamó campeón del torneo clausura con San José.

Kevin Fernández con San José en un encuentro de Copa Libertadores en 2019.

En 2019 también jugó copa Libertadores con San José.

## Estadísticas

### Clubes
| Club                         | Div.          | Temporada     | Liga  | Liga  | Copas | Copas | Internacional | Internacional | Total | Total | Total |
| Club                         | Div.          | Temporada     | Part. | Goles | Part. | Goles | Part.         | Goles         | Part. | Goles |       |
| ---------------------------- | ------------- | ------------- | ----- | ----- | ----- | ----- | ------------- | ------------- | ----- | ----- | ----- |
| San José · Bolivia           | 1.ª           | 2014/15       | 5     | 0     | —     | —     | —             | —             | 5     | 0     |       |
| San José · Bolivia           | 1.ª           | 2016/17       | 3     | 0     | —     | —     | —             | —             | 3     | 0     |       |
| San José · Bolivia           | 1.ª           | 2018          | 7     | 0     | —     | —     | —             | —             | 7     | 0     |       |
| San José · Bolivia           | 1.ª           | 2019          | 20    | 1     | —     | —     | 3             | 0             | 23    | 1     |       |
| San José · Bolivia           | 1.ª           | 2020          | 12    | 0     | —     | —     | 1             | 0             | 13    | 0     |       |
| San José · Bolivia           | 1.ª           | 2021          | 26    | 0     | —     | —     | —             | —             | 26    | 0     |       |
| Total club                   | Total club    | Total club    | 73    | 1     | —     | —     | 4             | 0             | 77    | 1     |       |
| Atlético Palmaflor · Bolivia | 1.ª           | 2023          | 3     | 0     | 1     | 0     | —             | —             | 4     | 0     |       |
| Total club                   | Total club    | Total club    | 3     | 0     | 1     | 0     | —             | —             | 4     | 0     |       |
| Total carrera                | Total carrera | Total carrera | 76    | 1     | 1     | 0     | 4             | 0             | 81    | 1     |       |
| 1. 2. 3.                     |               |               |       |       |       |       |               |               |       |       |       |

### Resumen estadístico
| Competición           | Partidos | Goles |
| --------------------- | -------- | ----- |
| Primera División      | 76       | 1     |
| Copas nacionales      | 1        | 0     |
| Copas internacionales | 4        | 0     |
| Total                 | 81       | 1     |

## Palmarés

### Torneos nacionales
| Título           | Club     | Año           |
| ---------------- | -------- | ------------- |
| Primera División | San José | Clausura 2018 |